# Eurosport
Eurosport – spółka zależna od Warner Bros. Discovery. W Europie Eurosport wystartował 5 lutego 1989 roku. Działa kilka stacji telewizyjnych z naciskiem na sport. W 1999 uruchomił w Internecie portal informacyjny, który od samego początku należy do najchętniej odwiedzanych przez Internautów w Europie. W 2000 roku uruchomiony został ogólnoświatowy kanał informacyjny Eurosport News, natomiast 10 stycznia 2005 roku wystartował Eurosport 2, który poszerzył ofertę programową. W maju 2008 roku uruchomiono kanał o wysokiej rozdzielczości Eurosport HD.
Łącznie w ciągu roku Eurosport nadawał około 6500 godzin relacji, z czego 30% to relacje bezpośrednie. W 2004 roku, liczba godzin relacji LIVE wzrosła o 25%. Obecnie program jest nadawany 17 godzin dziennie, między 8:30 a 1:30, w soboty do 2:00. W 2008 roku, obfitującym w wydarzenia sportowe, Eurosport zwiększył liczbę godzin relacji na żywo do ponad 3000, co stanowi 50% ramówki. Do 12 listopada 2015 roku stacja telewizyjna nosiła taką samą nazwę jak firma. Następnego dnia został zmieniony w Eurosport 1 oraz wprowadzono nowe logo i oprawę graficzną.

## Historia
5 lutego 1989 został uruchomiony program Eurosport. W 2014 roku Discovery Communications zostało właścicielem Eurosportu.